# Transcription de l'hébreu

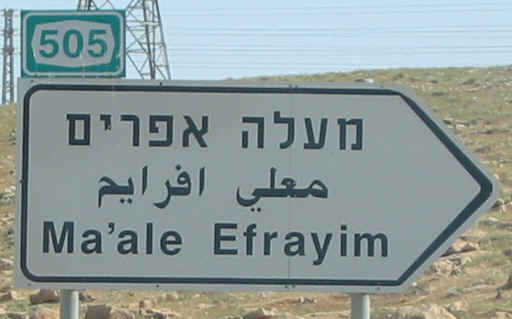
Exemple de transcription de ע par une apostrophe.

La transcription de la langue hébraïque répond à la nature générale de toute transcription, quelle que soit la langue à transcrire. Elle se distingue de la translittération, fondamentalement, et les formes orthographiques qu’elle utilise se conforment à celles de la langue dans laquelle l’élocution hébraïque se transcrit. Ainsi, une transcription francophone diffère d’une transcription anglophone ou germanophone de l’hébreu. L’hébreu évolue, transmis au fil des générations durant quatre millénaires. Sa prononciation varie selon les communautés juives qui l’utilisent. L’hébreu est la langue sacrée des synagogues mais aussi une langue profane : le parler vernaculaire des Israéliens d’aujourd’hui est une variété reconstruite à partir du corpus de l’hébreu biblique. Une transcription soignée rend compte de ces différents états de la langue hébraïque.
En France et dans les pays francophones, les normes de translittération de la Revue des études juives font généralement autorité.

## Nature de la transcription
Une transcription n’est pas la traduction d’un texte mentalement lisible, ni la translittération des lettres qui en compose chaque mot écrit. Les phénomènes que la transcription s’attache à noter sont de nature acoustique, et proviennent de la prononciation de l’hébreu, de l’écoute attentive des sons propres à cette langue, de la comparaison de ceux-ci avec les phonèmes de la langue du transcripteur, et de l’utilisation judicieuse de lettres appartenant à l’alphabet latin en fonction de leur emploi actuel dans la langue française dans le cas d’une transcription francophone de l’hébreu.  

## Communication orale directe
Si, par exemple, Ariel est un locuteur natif d’hébreu et qu’il veut communiquer une information en hébreu à David, lui aussi fin connaisseur de la langue hébraïque, Ariel parle en hébreu, David l’écoute, il entend phonétiquement ce qui est énoncé, et il comprend aussitôt ce qui lui est ainsi transmis de vive voix.

### Phonèmes consonantiques
Il convient donc de se familiariser avec la prononciation des phonèmes hébreux avant de pouvoir les transcrire correctement au moyen de lettres empruntées à l’alphabet latin utilisé pour écrire la langue française. Le tableau qui suit transcrit les différents phonèmes consonantiques de la langue hébraïque à l’aide de cinq systèmes de transcription :
- l’alphabet phonétique international (acronyme : API) ;
- l’alphabet hébreu biblique ;
- l’alphabet hébreu massorétique ;
- l’alphabet hébreu moderne ;
- l’alphabet latin utilisé par la langue française.

Pour accéder à la description phonologique de chaque symbole phonétique, il convient de cliquer sur les caractères bleus. Les caractères de l’API qui transcrivent des sons hébreux inexistants en langue française sont suivis d’un astérisque (*).
| phonétique  | biblique | massorétique | moderne | francophone                                                                        |
| ----------- | -------- | ------------ | ------- | ---------------------------------------------------------------------------------- |
| [ʔ] *       | א        | א            | א       | Alef marque un arrêt après une consonne (ne se retranscrit que s’il a une voyelle) |
| [b]         | ב        | בּ            | ב       | bet (b (appuyé))                                                                   |
| [β] *       | ב        | ב            |         | bet ou vet (b ou v)                                                                |
| [g]         | ג        | גּ            | ג       | guimel (ou g (devant un a ou o))                                                   |
| [ʁ] *       | ג        | ג            |         | ġimel gh (comme le r français)                                                     |
| [d]         | ד        | ד            | ד       | dalet d                                                                            |
| [h]         | ה        | ה            | ה       | hé (aspiré doux)                                                                   |
| [uː] ou [v] | ו        | ו            | ו       | vav ou waw ou                                                                      |
| [z]         | ז        | ז            | ז       | zaïn                                                                               |
| [ħ] *       | ח        | ח            | ח       | ḥet (h guttural léger)                                                             |
| [t] *       | ט        | ט            |         | ṭet t (emphatique)                                                                 |
| [j] ou [iː] | י        | י            | י       | yod                                                                                |
| [k]         | כ        | כּ            | כ       | kaf                                                                                |
| [x] *       | כ        | כ            | כ       | khaf (comme la jota en espagnol)                                                   |
| [l]         | ל        | ל            | ל       | lamed                                                                              |
| [m]         | מ        | מ            | מ       | mem                                                                                |
| [n]         | נ        | נ            | נ       | noun                                                                               |
| [s] *       | ס        | ס            |         | samekh s (en début et fin de mot) et ss (en milieu)                                |
| [ʕ] *       | ע        | ע            | ע       | ʿaïn diacritique ʿ (son guttural léger)                                            |
| [p]         | פ        | פּ            | פ       | peh                                                                                |
| [f] *       | פ        | פ            | פ       | feh                                                                                |
| [sˁ] *      | צ        | צ            | צ       | ṣadé s (emphatique)                                                                |
| [q] *       | ק        | ק            |         | qof (k emphatique)                                                                 |
| [ʀ]         | ר        | ר            | ר       | rech (r français roulé)                                                            |
| [s]         | ש        | שׂ            | שׂ       | sīn                                                                                |
| [ʃ]         | ש        | שׁ            | שׁ       | šīn                                                                                |
| [t]         | ת        | תּ            | ת       | taw ou tav t                                                                       |
| [θ] *       | ת        | ת            |         | th                                                                                 |

#### Transcription phonétique
Le premier alphabet phonétique international est l’œuvre de phonéticiens français et britanniques, réunis en 1888 par l’API, acronyme de l’Association phonétique internationale fondée par Paul Passy. La dernière révision de cet alphabet à visée universelle date de 2005. Il transcrit, à l’aide de cent dix huit caractères, les phonèmes utilisés par les langues du monde entier. De ces caractères, vingt-neuf permettent de transcrire chacune des consonnes de la langue hébraïque ancienne, et une note la consonne [v] entrée tardivement dans l’hébreu moderne.

#### Transcription hébraïque classique

##### Système phonétique de l'hébreu biblique
| א | [ʔ] | ב | [β] [b] | ג | [ʁ] [g] | ד | [d] [d] | ה | [h] | ו | [v] [uː] | ז | [z]  | ח | [ħ] | ט | [t] | י | [j]     | כ | [x] [k] |
| ל | [l] | מ | [m]     | נ | [n]     | ס | [s]     | ע | [ʕ] | פ | [ɸ] [p]  | צ | [sˁ] | ק | [q] | ר | [ʀ] | ש | [ʃ] [s] | ת | [θ] [t] |

Pour respecter le caractère sacré de la langue hébraïque (לשון הקדש (lechon hakodech)), les premiers scribes évitent de transcrire la richesse orale de celle-ci. À l’aide de vingt-deux caractères empruntés à l’alphabet phénicien, ils  notent les éléments fondamentaux les plus stables de la production sonore. La prononciation pouvant être déduite de règles grammaticales précises, que le lecteur est censé ne pas ignorer, le scribe évite de transcrire les éléments vocaliques et euphoniques qui permettent de prononcer les consonnes. De même, en poussant plus loin l’analyse, il dénude les phonèmes consonantiques des modalités du souffle qui permet l’expression de ces consonnes. Cette quête de l’essentiel aboutit à utiliser l’écriture pour symboliser le fondement imprononçable des consonnes, leur point d’articulation. L’écriture primitive, chorégraphie en quelque sorte des postures prises par les organes de la phonation, ne peut être assimilée à une transcription phonétique de l’oralité du langage. Ainsi, sur certains points d’articulation notés par un seul caractère hébreu (ב par exemple), la langue ancienne prononce deux phonèmes allophones, une occlusive [b] et une aspirée [β].
Sur les vingt-deux points d’articulation consonantiques notés par les caractères de l’alphabet hébreu repris dans le tableau ci-dessus, la linguistique  phonétique contemporaine inventorie l’expression sonore de vingt-neuf phonèmes consonantiques différents, transcrits dans ce même tableau selon le système API.

##### Seize phonèmes communs à l'hébreu et au français
| א | [ʔ] | ב | [b] | ג | [ʁ] [g] | ד | [d]     | ו | [uː] [v] | ז | [z] | ט | [t] | י | [j] | כ | [k] |
| ל | [l] | מ | [m] | נ | [n]     | פ | [p] [f] | צ | [sˁ]     | ר | [ʀ] | ש | [s] | ש | [ʃ] | ת | [t] |

La plupart des symboles de l’alphabet phonétique international utilisés pour noter les seize phonèmes répertoriés ci-dessus sont des lettres latines bien connues de la langue française, qui transcrivent des sons eux aussi très familiers. La lettre w n’est pas d’origine latine, mais provient des langues germaniques. Le phonème [ j ] correspond à l’initiale du mot « yole » et non à celle du mot « jolie ». Et le son [ ʃ ] se rencontre à l’initiale du mot « chavirer ».

##### Six paires de phonèmes allophones
| ב | [β] [b] | ג | [ʁ] [g] | ד | [dh] [d] | כ | [x] [k] | פ | [f] [p] | ת | [θ] [t] |

Les בגדכפת (beghedkefat) sont six lettres hébraïques remarquables qui renvoient chacune à deux phonèmes allophones, une consonne aspirée et une occlusive appuyées toutes deux sur le même point d’articulation. Le contexte et les règles grammaticales du dikdouk déterminent le mode de prononciation des paires de consonnes liées à ces lettres, dont l’expression mnémonique בגדכפת (beghedkefat) nomme l’ensemble.
La traduction du verbe בָּגַד (baghad), construit sur la racine בגד, est « il trompe » ; et le verbe כְּפַת (kefat), construit sur la racine כפת, traduit « il lie ». Chacune des six lettres בגדכפת trans=begadkefat « trompe » en effet le lecteur, car chacune « lie » une paire de phonèmes allophones sur un point d’articulation commun, au contraire des autres lettres de l’alphabet hébreu qui indiquent chacune un point d’articulation sur lequel prononcer un seul et unique phonème consonantique (par exemple : un seul phonème [m] se prononce sur le point d’articulation indiqué par la lettre  מ, transcrite m en français).

##### Quatre phonèmes gutturaux
| [ʔ] | א | ﺀ | [h] | ה | ﻩ | [ħ] | ח | ﺡ | [ʕ] | ע | ﻉ |

Quatre consonnes gutturales ( alef, he, ḥet, ʿaïn ), fortement prononcées en hébreu antique, jouent un rôle fondamental dans la construction lexicale, et influencent certaines règles de la grammaire hébraïque qui se réfère à elles sous le nom de גרוניות (geroniyiot).
Les communautés orientales de mizrahim et méditerranéennes de sépharades, par leur contact constant avec les cultures arabophones, utilisent avec aisance ces sons familiers à la langue arabe que sont le alif-hamza, le hāʾ, le ḥāʾ, et le ʿaïn.
Les communautés ashkénazes ne prononcent plus, ni glottale alef, ni laryngale ʿaïn, réduites à une diérèse marquant un hiatus entre deux consonnes successives ; elles prononcent par contre clairement he, très aspiré comme dans les langues germaniques, et articulent à l’allemande le ḥet (mais aussi le khaf aspiré pourtant bien différencié en hébreu classique) comme dans le mot allemand auch signifiant « aussi », dont la consonne terminale se note [x] dans le système API, caractère inspiré de la lettre grecque χ khi de prononciation identique.
La transcription francophone de ces gutturales est délicate, car ces phonèmes sont très exotiques pour l’oreille française.

##### Trois phonèmes emphatiques
| ﺺ | ṣād [sˁ] | ﻀ | ḍād [dˁ] | ﻂ | ṭāʾ [tˁ] | ﻆ | ẓāʾ [zˁ] | ﻖ | qāf [q] |

À l’instar de l’arabe, la langue hébraïque ancienne connaissait des sons emphatiques qui, glottalisés à l’origine, évoluèrent ensuite vers une prononciation complexe.
La prononciation des consonnes emphatiques arabes s’accompagnent d’un recul de la racine de la langue, d’une pharyngalisation et d’une vélarisation. Celles de l'hébreu finissent simplement par un prolongement de la voyelle suivante.
| ט | [tˁ] | צ | [sˁ] | ק | [q] |

En hébreu ancien, la prononciation complexe des sons [ṭ], [ṣ] et [q] permet de les opposer aux phonèmes simples [t] [s] [k]. Cette opposition joue un rôle phonémique important car elle permet de distinguer, dans le lexique hébreu, des paires minimales à valeur sémantique bien différenciée. Dire en hébreu « film » (סר (sar)) « étroit » (צר (saar)) donne un bon exemple de paire minimale de mots dont la distinction lexicale est induite par une distinction phonétique (ici entre ס samekh et צ ṣade, entre ת et ט pour « mort » (מיתה (mita)) « lit » (מיטה (mitaa')).

##### Deux phonèmes différents pour une graphie ש unique
| ש | [ʃ] [s] |

La lettre ש est remarquable, car elle transcrit deux consonnes différentes, une chuintante et une sifflante. À l’origine, aucun point ne surmontait ce caractère pour en différencier la sonorité, et seule l’expérience de la langue permettait de décider quelle prononciation choisir dans un contexte donné.

##### Un phonème affriqué
| ס | [s] |

Au contraire du grec ancien qui utilisait trois consonnes affriquées (ξ ψ ζ), l’hébreu ancien ne connaissait que des consonnes simples, appuyées sur des points d’articulation bien différenciés. Pour la linguistique contemporaine, l’origine de la prononciation [ss] du caractère ס samekh reste une question ouverte. En grec ancien, le caractère ζ se prononce [sd] ou [dz].

##### Écriture défective
Toutes les lettres hébraïques présentées ci-dessus sont des monogrammes, mais aussi des lipogrammes car elles ne s’accompagnent d’aucun signe diacritique, ni dans les manuscrits antiques, ni dans les textes religieux lus aujourd’hui en synagogue. 
La grammaire nomme écriture défective, traduction littérale de כתיב חסר ניקוד (ktiv ḥasser nikkoud), ce type d’écriture qui date du dernier millénaire avant notre ère, utilisé pour noter uniquement l’articulation des consonnes, à l’exclusion de toute mention des voyelles ou des euphonèmes nécessaires à leur effective prononciation.

#### Transcription hébraïque massorétique
Après la chute du second Temple l’araméen supplante la langue hébraïque, qui cesse d’être couramment parlée par le peuple judéen. Les massorètes de Tibériade conçoivent alors un système permettant, par une ponctuation marginale, de spécifier pour le lecteur moins averti les nuances du texte écrit afin qu’il puisse être lu de vive voix sans erreur de prononciation. 
En ce qui concerne les consonnes, l’orthographe massorétique dote chacune des lettres beghed kefat d’un point intérieur nommé daguech faible pour transcrire la version occlusive de chacune de ces consonnes, la lettre non pointée note alors la prononciation aspirée de ces mêmes consonnes.
Un autre point est inventé qui surmonte la lettre ש, à droite pour transcrire le phonème chuintant [ ʃ ], à gauche pour noter la sifflante [s].
| א | [ʔ] | בּ | [b] | ב | [β] | גּ | [g] | ג | [ʁ] | דּ | [d] | ד | [ð] | ה | [h]  | ו | [w] | ז | [z] | ח | [ħ] | ט | [t] | י | [j] | כּ | [k] | כ | [x] |
| ל | [l] | מ | [m] | נ | [n] | ס | [s] | ע | [ʔ] | פּ | [p] | פ | [f] | צ | [sˤ] | ק | [q] | ר | [ʀ] | שׂ | [s] | שׁ | [ʃ] | תּ | [t] | ת | [θ] |   |     |

Les massorètes créent ainsi un système de transcription des consonnes dans lequel « à chaque son correspond une graphie et une seule ». Ce principe inspire aussi la transcription francophone de l’hébreu.
Bien que la plupart de ces nuances consonantiques sont aujourd’hui ignorées, tant par les ashkénazes que par l’hébreu vernaculaire israélien, elles survivent encore dans quelques communautés de mizrahim iraquiens ou yéménites et, surtout, dans plusieurs communautés sépharades.

#### Transcription hébraïque moderne
En hébreu moderne différents caractères alphabétiques abandonnent leur prononciation classique et subissent une mutation phonétique parfois très marquée.

##### Phonèmes communs à l’hébreu et au français
Quinze de ces phonèmes maintiennent leur articulation primitive.
Le phonème noté par ו abandonne son articulation bilabiale [w] et se prononce désormais en labio-dentale [v].
| articulation de | et articulation de | réduites au son actuel | transcription francophone |
| --------------- | ------------------ | ---------------------- | ------------------------- |
| ו               | ב                  | [v]                    | v                         |

##### Paires d’allophonesbeghedkefat
Les occlusives se maintiennent.
L’aspirée [bʰ] abandonne son articulation bilabiale et se prononcent en labio-dentales [v].
Le phonème [gʰ] perd son aspiration, le phonème [kʰ] déplace son articulation palatale sur la vélaire [x].
Les phonèmes [dʰ] et [tʰ] perdent leur aspiration et se prononcent désormais comme les occlusives correspondantes [d] et [t].

##### Gutturalesgeroniyot
Le phonème [h] se maintient, moins aspiré qu’en hébreu classique.
Les phonèmes jadis notés א et ע ont tendance à s’amuir, et produisent une diérèse marquant un hiatus interconsonantique.
Les phonèmes ח guttural et כ palatal aspiré abandonnent leurs articulations respectives et se rapprochent tous deux de la prononciation de [x] (auch en allemand, ou jota en espagnol).
| articulation de | et articulation de | réduites au son actuel | transcription francophone |
| --------------- | ------------------ | ---------------------- | ------------------------- |
| א               | ע                  | s’amuissent            | hiatus et diérèse ( ' )   |
| ח               | כ                  | [x]                    | kh                        |

##### Emphatiques
Un déplacement progressif du point d’articulation des phonèmes jadis emphatiques mène à une prononciation unique pour deux sons autrefois bien différenciés, ainsi :
- l’emphatique ק et l’occlusive כּ se prononcent toutes deux [k],
- l’emphatique ט et la dentale ת jadis aspirée se prononcent toutes deux [t] occlusif non aspiré.

| emphatique | réduite à | prononciation actuelle | transcription francophone |
| ---------- | --------- | ---------------------- | ------------------------- |
| ק          | כּ         | [k]                    | k                         |
| ט          | ת         | [t]                    | t                         |

### Phonèmes vocaliques et euphonèmes

#### Transcription phonétique
L’hébreu biblique utilise cinq phonèmes vocaliques, dédoublés en voyelles longues et voyelles courtes, qui permettent de vocaliser chacun des phonèmes consonantiques de l’alphabet hébreu. L’écriture classique ne note pas ces voyelles, car elles se déduisent de règles grammaticales strictes et sont censées connues des locuteurs natifs de l'hébreu. Voici leur transcription en alphabet phonétique international (API) :
| voyelle longue | voyelle courte | transcription française |
| -------------- | -------------- | ----------------------- |
| [aː]           | [a]            | a                       |
| [ɛː]           | [ɛ]            | è                       |
| [iː]           | [i]            | i                       |
| [ɔː]           | [ɔ]            | o                       |
| [uː]           | [u]            | ou                      |

L’hébreu utilise aussi l’euphonème cheva et ses variantes nommées ḥatoufot. Ces phonèmes s’articulent comme des voyelles, mais se prononcent sans expiration d’air pulmonaire. L’articulation de la consonne qui précède un euphonème crée une petite pression d’air entre la gorge et le point d’articulation, la prononciation s’effectue par éjection rapide et très brève de cet air comprimé, qui émet une sorte de voyelle brève nommée cheva. Le son français qui lui ressemble le plus est le e muet à peine entendu en fin du mot « porte ». La grammaire hébraïque ne reconnait pas dans ces phonèmes spéciaux des voyelles. Lorsqu’un euphonème aide à prononcer les consonnes gutturales, il se nomme ḥatâf car il dérobe son timbre à une des voyelles hébraïques, mais se prononce, comme le cheva, sans émission d’air pulmonaire. Le tableau suivant présente le cheva et les ḥatoufot, suivis de la transcription en alphabet phonétique international des voyelles ultra-brèves à qui ces phonèmes empruntent leur timbre mais pas leur souffle pulmonaire.
|        | euphonèmes |
| ------ | ---------- |
| cheva' | [ə]        |
| ḥatâf  | [ă]        |
| ḥatâf  | [ĕ]        |
| ḥatâf  | [ŏ]        |

#### Transcription hébraïque classique
Grammaticalement, le cheva n’est pas considéré comme une voyelle et il forme, avec les ḥatoufot, la catégorie des euphonèmes.
L’hébreu biblique ne note ni les voyelles ni les euphonèmes.
L’hébreu classique transforme ensuite quatre lettres de l’alphabet en caractères isotoniques qui, lorsqu’ils sont quiescents, exercent une fonction d’indicateur de voyelle stable. Ces lettres se nomment en ce cas mères de lecture.
À partir de la période du second Temple et la restauration biblique entreprise par Esdras (Ezra), les scribes transforment quatre lettres de l’alphabet consonantique en caractères isotoniques qui, lorsqu’ils déposent leur fonction d’indicateurs de consonnes, peuvent devenir indicateurs de voyelles stables. L’alphabet de l’hébreu classique compte ainsi vingt-deux monogrammes, dont quatre sont isotoniques. Les caractères isotoniques א ה ו י deviennent quiescents lorsqu’ils se « reposent » de leur fonction d’indicateur de consonne pour exercer une fonction d’indicateur de voyelle stable. Dans l’exercice de cette fonction alternative chacun de ces caractères isotoniques est considéré par les scribes antiques comme une em haqeriyâ (אֵם הֲקְּרִיאָה), ce que les grammairiens médiévaux traduisent en latin par mater lectionis devenu « mère de lecture » en français.
| א | alef | ה | he | ו | waw | י | yod |

#### Transcription hébraïque massorétique
L’hébreu massorétique utilise un système de notation à l’aide de points nommés niqoudot en marge du texte pour indiquer, entre autres, les voyelles et les euphonèmes. Les massorètes ne pouvant modifier le texte traditionnel, maintiennent les « mères de lecture » devenues redondantes en raison de leur ponctuation marginale indiquant toutes les voyelles (stables et instables).
| vocalisation longue | orthographe | vocalisation courte | orthographe |
| ------------------- | ----------- | ------------------- | ----------- |
| [aː]                | לָ           | [a]                 | לַ           |
| [ɛː]                | לֵ           | [ɛ]                 | לֶ           |
| [iː]                | לִי          | [i]                 | לִ           |
| [ɔː]                | לוֹ et לֹ     | [ɔ]                 | לָ           |
| [uː]                | לוּ          | [u]                 | לֻ           |

Selon sa position dans un mot לָ se prononce [aː] ou [ɔ]

#### Transcription hébraïque moderne
En hébreu classique les cinq voyelles se dédoublent en voyelles longues et voyelles courtes. L’hébreu moderne ne marque plus cette distinction de longueur et seul le timbre est conservé. Comme l’hébreu ancien, l’hébreu moderne note seulement les consonnes, à l’exclusion de toute voyelle et de tout euphonème.

## Écriture en hébreu sous la dictée
Si, pour quelque motif, Ariel et David ne peuvent se rencontrer, le locuteur Ariel peut dicter oralement son message hébreu à un tiers, le scribe Benjamin par exemple qui, expert en grammaire hébraïque, écrit sous la dictée un texte grammaticalement correct, en caractères hébreux, qu’il pourra lire ensuite à David en l’absence d’Ariel. David écoute cette fois Benjamin, entend ce qu’il dit, et comprend ce qu’Ariel désirait lui communiquer par l’entremise d’un scribe hébreu qui comprend, lui aussi, ce qu’il lit.

### Écriture classique
Lorsque Ezra et ses scribes, au retour de l’Exil à Babylone, utilisent l’écriture de l’hébreu conçue comme la langue sacrée, ils ne notent que les consonnes de la langue, à l’exclusion de tout phonème vocalique. Ils emploient ce que les linguistes appellent un alphabet consonantique (ou abjad).
Dès le premier millénaire avant l’ère courante, les Juifs lettrés utilisent un alphabet hébreu de type abjad, qui note exclusivement les consonnes de leur langue. Les règles de la grammaire hébraïque déterminent le choix des voyelles à utiliser, qui n’ont pas besoin d’être notées pour des locuteurs natifs d’hébreu ancien. Les caractères hébreux, qui dérivent de l’alphabet phénicien, sont des monogrammes (caractères uniques) qui sont aussi des lipogrammes (caractères non pourvus de signes diacritiques). En hébreu biblique, chaque consonne est transcrite à l’aide d’une lettre distincte. Les labio-dentales [v] et [f] sont inconnues de la langue ancienne.
À partir de la restauration biblique entreprise par Ezra, les scribes transforment quatre lettres de l’alphabet consonantique en caractères isotoniques qui, lorsqu’ils déposent leur fonction d’indicateurs de consonnes, peuvent devenir indicateurs de voyelles stables que les grammairiens ultérieurs nommeront « mères de lecture ».

### Écriture massorétique
Les Juifs des premiers siècles de notre ère négligent la langue hébraïque et parlent davantage l’araméen à un point tel que la lecture de textes consonantiques privés d’indications vocaliques leur devient tâche ardue. Des lettrés nommés massorètes inventent alors l’usage de points diacritiques marginaux qui indiquent les voyelles et quelques autres renseignements concernant la prononciation et la cantillation des textes traditionnels. Les massorètes initient ainsi une transcription méticuleuse de toutes les nuances phonétiques de la langue hébraïque, puisqu’à chaque phonème de la langue correspond désormais un, et un seul caractère (lettre ou signe diacritique). Jusqu’à nos jours tous les ouvrages didactiques sont transcrits selon les règles de l’orthographe massorétique.

### Écriture contemporaine
À l’aube du XXe siècle, Éliézer Ben-Yehoudah entreprend un travail magistral de vulgarisation de la langue hébraïque qui devient l'hébreu moderne, langue vernaculaire en Israël. De nombreux livres et journaux s’écrivent et s’impriment en utilisant, non pas la transcription massorétique, mais l’écriture dite « pleine » (כתיב מלא (ketib malè)) car elle utilise, outre les caractères consonantiques classiques, les caractères isotoniques qui notent désormais les voyelles stables et instables pour faciliter la lecture. L’usage est alors de noter le caractère isotonique en fonction d’indicateur de voyelle à l’aide d’un monogramme et, pour indiquer qu’il est en fonction de consonne, d’utiliser un digramme qui double ce même caractère isotonique.
- Exemple : dans תיירים le double yod (יי) indique une consonne, le yod simple (י) indique la présence d’une voyelle, et le mot se transcrit tayarim et se traduit par « touristes ».

## Transcription francophone sous la dictée

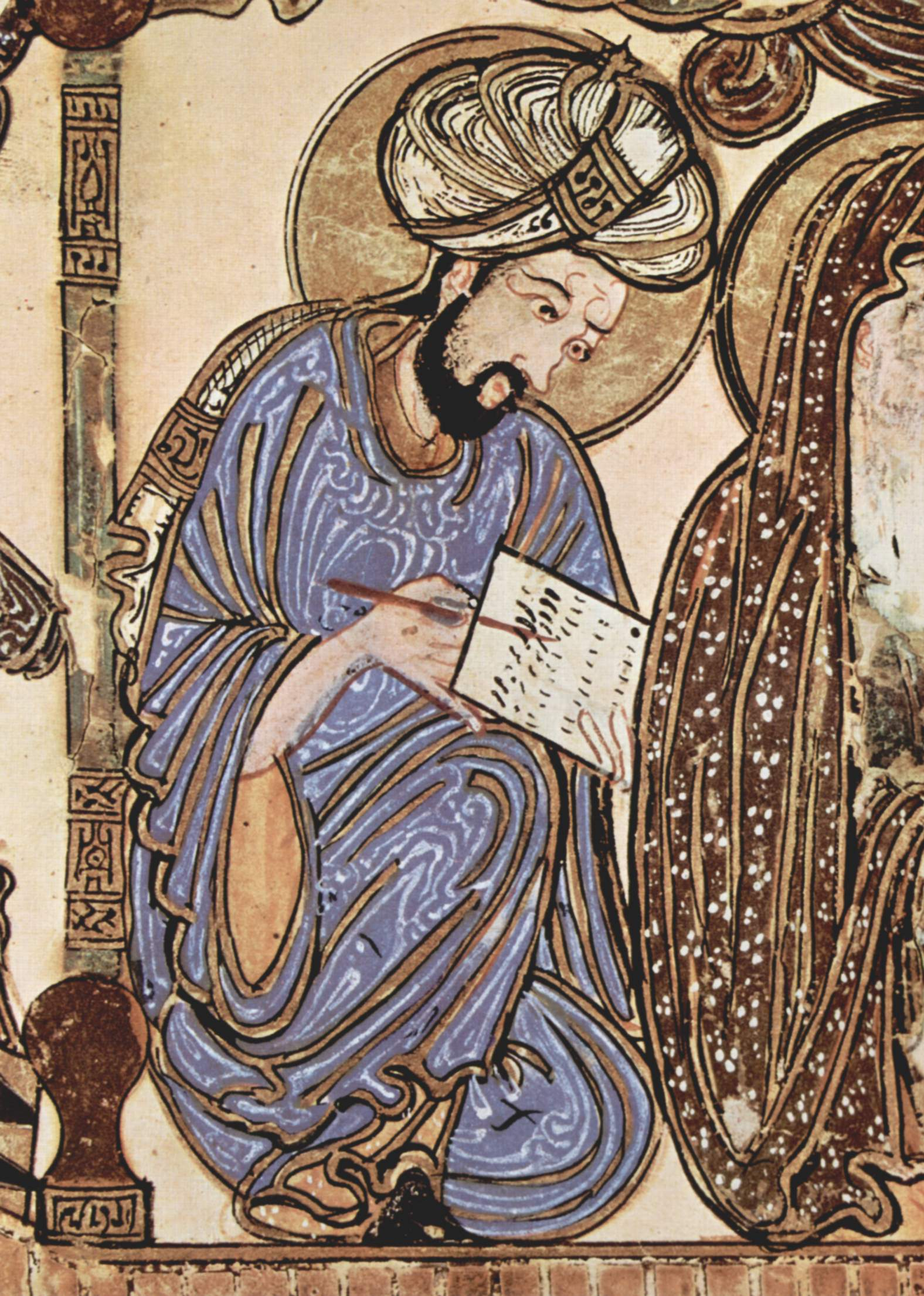
Scribe écrivant sous la dictée.

Ariel pourrait aussi dicter son message oral au transcripteur Charles, francophone totalement ignorant de la langue hébraïque, de sa grammaire et de son écriture, mais très compétent en orthographe française. À l’écoute d’Ariel, Charles note les phénomènes phonétiques qu’entend son oreille, sans  nécessairement comprendre sémantiquement ce qui est dit, en utilisant les ressources de la langue française qui lui permettront de noter le plus clairement possible toutes les nuances phonologiques de la dictée sans utiliser un autre alphabet que celui de la langue française (tel l’alphabet phonétique international qu’il peut fort bien ignorer, par exemple). En l’absence d’Ariel, Charles pourra lire ensuite son texte à David qui l’écoute, entend le message fidèlement prononcé, et comprend sans peine ce qui est dit devant lui en hébreu par Charles qui ignore tout de cette langue, grâce à la bonne transcription qu’il en fit.
La transcription n’obéit pas à des règles rigoureusement codifiées, mais à des usages variés qu’il convient de constater en lisant de nombreux textes transcrits. Quelques principes généraux peuvent cependant orienter vers des modes de transcription simples et efficaces.

### Efficacité
L’efficacité d’une transcription francophone provient du choix de lettres latines dont la prononciation française ressemble le plus aux sons hébreux que l’oreille entend. Le son [k], que l’hébreu transcrit [כּ], pourrait se transcrire en français aussi bien par c que par k, et de fait souccot et soukkot se rencontrent pour signaler סֻכּוֹת, la même « fête des cabanes ». 
Les sons inexistants en français, comme [x] que l’hébreu transcrit [כ] et qui correspond à la jota de l’espagnol, posent un problème qui requiert astuce et imagination. Le point d’articulation de [x] étant identique à celui de [k], la transcription pourrait choisir d’ajouter un caractère h, pour marquer l’aspiration du phonème, soit à c soit à k. Comme le français utilise déjà le digramme ch pour signaler le son [ ʃ ], le choix évident pour transcrire [x] est le digramme kh comme dans l’expression הוֹלכִים (holkhim) signifiant « nous marchons ».

### Simplicité
La simplicité est une autre qualité importante de la transcription. Dans l’exemple qui précède, il semble plus simple de préférer l’usage de ‹ k › pour transcrire [k] plutôt que d’alterner son emploi avec celui de ‹ c ›, d’autant plus que l’orthographe française donne le son [s] à cette dernière lettre devant les voyelles [e] et [i] (lire, par exemple « ceci »). Transcrire l’adverbe כֵּן, signifiant « bien », par ‹ cen › plutôt que par ‹ ken › donnerait absurdement [sen] à l’oral. 
Une autre atteinte à la simplicité, hélas très courante, serait de mélanger translittération et transcription, ‹ qibouts › translittère קִיבּוּץ mais ‹ kibouts › le transcrit, et fort bien puisque le ק naguère emphatique a perdu cette qualité antique et se prononce [k][aujourd’hui. 
Il convient par ailleurs d’éviter de citer dans un texte français une transcription issue d’une langue étrangère (anglophone ou germanophone par exemple). Transcrire שֶׁמֶשׁ (« le soleil ») par ‹ shémesh › convient dans un texte anglais, mais la transcription ‹ chemech › est préférable dans un contexte francophone.

### Méthode
Avant d’insérer dans un texte français la transcription d’un mot hébreu, il convient de vérifier d’abord au dictionnaire qu’il n’existe pas de mot français dérivé de ce mot. Ainsi le nom « philosophe » sera-t-il préféré à la transcription du grec philosophos, et le nom propre « Talmud » à la transcription de l’araméen talmoud.
S’il s’avère indispensable d’insérer une transcription d’une expression étrangère à la langue française, on la met généralement en italiques dans un texte français écrit.
- Exemple : « Le sidour est un livre de prières. »

Dans certains cas, la transcription peut être précédée par la citation du mot en caractères originaux.
- Exemple : « Comme il est dit au livre de la Genèse בראשית (Berechit). »

## Ressources de la langue française
Tous les sons hébreux familiers à l’oreille française, consonnes et voyelles, seront transcrits en français selon l’orthographe du français. Quelques sons typiques de l’hébreu, certaines gutturales par exemple, étant inconnus du français, le transcripteur se verra obligé de recourir à certains signes diacritiques, peu nombreux mais choisis parmi ceux qui sont familiers au lecteur de langue française. 

### Consonnes
Il convient, phonologiquement, de distinguer la langue classique et l’hébreu moderne.

#### Transcription francophone des consonnes classiques et massorétiques
La transcription francophone des consonnes hébraïques envisage d’abord les sons familiers à la langue française. Ils se  transcrivent par des monogrammes (tel b), et par deux digrammes (gu et ch). 
- Conformément à la grammaire du français, la transcription g utilise le digramme gu devant les voyelles i ou e. Ainsi גְּמַר (signifiant « parfait ») se transcrit guemar (et non gemar qui se prononcerait [jemar])[33].
- Le phonème [h] se transcrit h  bien que, beaucoup plus aspiré qu’en français, il se prononce fortement et ressemble au h des langues germaniques.
- La phonème [w] se transcrit w et se prononce comme la semi-voyelle du français à l’initiale des mots « ouate » et « wallon »[34].

| בּ | [b] | b | גּ | [g] | g, gu | דּ | [d] | d | ה | [h] | h | ו | [w] | w | ז | [z] | z | י | [j] | y  | כּ | [k] | k |
| ל | [l] | l | מ | [m] | m     | נ | [n] | n | פּ | [p] | p | ר | [ʀ] | r | שׂ | [s] | s | שׁ | [ʃ] | ch | תּ | [t] | t |

Trois groupes de phonèmes hébraïques semblent étranges à l’oreille française, ce sont les allophones aspirés du groupe beghed kefat, les phonèmes emphatiques que connait aussi la langue arabe classique, et surtout les phonèmes gutturaux.

#### Les allophones aspirés des occlusivesbeghed kefat
| ב | [β] | bh | ג | [ɣ] | gh | ד | [ð] | dh | כ | [x] | kh | פ | [f] | f | ת | [θ] | th |

La langue française ne connait pas les six allophones aspirés qui correspondent aux six consonnes occlusives de l’hébreu. Ces phonèmes étant communs en grec classique, l’alphabet phonétique international utilise des lettres grecques comme symboles de ces sons. Leur transcription francophone s’effectue exclusivement pour la langue hébraïque classique, car la prononciation de l’hébreu a évolué au fil du temps, et ces sonorités anciennes ont disparu ou se sont transformées en hébreu contemporain.
- [β] et [ɸ] sont deux bilabiales aspirées qui s’appuient sur le point d’articulation de [b] et de [p]. La transcription française utilise pour chacun de ces sons un digramme, bh et ph, dont la première lettre est l’occlusive correspondante, la seconde lettre un h marquant l’aspiration de ces consonnes. Le nom propre français « Séfardim » figurant au dictionnaire Larousse provient de cette transcription ancienne. (En hébreu moderne, ces bilabiales déplacent leur point d’articulation et deviennent les labio-dentales [v] et [f] transcrites v et f en français. La prononciation antique a disparu mais la communauté des Séfardim du Maroc et de Tunisie réserve le son [v] pour la lettre vav (ו), et prononce indistinctement [b], bilabiale occlusive, les deux lettres בּ et ב représentatives de bilabiales jadis discriminées[36]).
- De même, les sons [ð] et [θ] se transcrivent dh et th. Leur prononciation est fort proche de celle de l’initiale des mots there (là-bas) et thick (épais) dans la langue anglaise, et les communautés juives d’Irak et du Yémen conservent encore cette prononciation originelle. Le nom propre « Bethlé’hem », qui provient d’une translittération, garde la trace graphique de cette prononciation antique. Les lettres ד et ת se prononcent généralement [d] et [t] aujourd’hui, bien que certains ashkénazes prononcent [s] pour le ת.
- Enfin, [ɣ] et [x], transcrits par gh et par kh, se prononcent respectivement comme geen (aucun) et lachen (rire) en langue néerlandaise. Quelques communautés séfarades prononcent encore le [ɣ] (le ġayn / غ / de l’arabe) mais la plupart des autres communautés juives prononcent désormais [g] occlusif tant pour גּ que pour ג, sans marquer d’aspiration. Le phonème [x] se maintient, seul survivant de la série des begadkefat aspirés, il se prononce aujourd’hui comme dans le mot español bajo (bas).

Toutes les lettres hébraïques présentées ci-dessus sont des monogrammes, mais aussi des lipogrammes car elles ne s’accompagnent d’aucun signe diacritique dans les textes religieux lus à la synagogue.

### Voyelles et euphonèmes
En français, les voyelles sont généralement transcrites sous forme de lipogrammes qui ne portent pas d’accents. Et le digramme /ou/ transcrit le son [u].

#### La lettre e transcrit les sons [ɛ] et [ə]
Le cheva se prononce comme le ‹ e › caduc du français, tandis que la voyelle [ɛ] se prononce comme le ‹ è › du mot français « mère ». Le premier livre de la Bible se nomme בראשית et se prononce /Berèchit/ mais se transcrit Berechit (le premier e transcrit le son [ə] et le second e le son [ɛ]).
Le mot בְסֵדֶר signifiant « en ordre, d’accord » se translittère et se prononce /besêdèr/ mais se transcrit sans accents beseder.
Le chapitre XXXVII du livre Berechit (la Genèse) commence par les mots « et demeura… »  וַיֵּשֶׁב transcrit vayéchev dans lequel é prétend transcrire un [ɛ] long, sur lequel porte l’accent tonique, par opposition au [ɛ] bref non accentué de la dernière syllabe. L’hébreu moderne négligeant la longueur des voyelles, une transcription moderne donnerait le lipogramme /vayechev/.

## Ressources de la langue anglaise
L’anglophone utilisera les ressources de la langue anglaise pour transcrire l’hébreu. Il est important de ne pas mélanger au texte d’une encyclopédie francophone des transcriptions anglophones.

## Ressources de la langue allemande
La transcription allemande note sch le phonème [ ʃ ] que l’hébreu transcrit שׁ, et le nom schwa donné à un euphonème est récupéré sous cette orthographe allemande par la linguistique générale pour qualifier un phénomène analogue au cheva (transcription francophone) dans d’autres langues que l’hébraïque.
Parmi les caractéristiques de la langue allemande, celle d’écrire en majuscule la lettre initiale de tous les substantifs entraine une transcription germanophone de l’hébreu et du yiddich qui use du même procédé, parfois repris en contexte francophone. La prononciation n’étant pas affectée par l’usage de majuscule ou de minuscule, une transcription en contexte francophone évitera ce procédé, mais notera à l’aide d’une majuscule les noms propres, conformément à la grammaire française. האקדמיה ללשון העברית, transcrit HaAkademia LeLashon Ha`Ivrit pourrait fort bien s’écrire haAkademia lelachon haivrit en contexte francophone et se traduire « l’Académie pour la langue hébraïque ».